# Mittleres Rurtal mit den Felsbildungen der Perdsley und Wiselsley

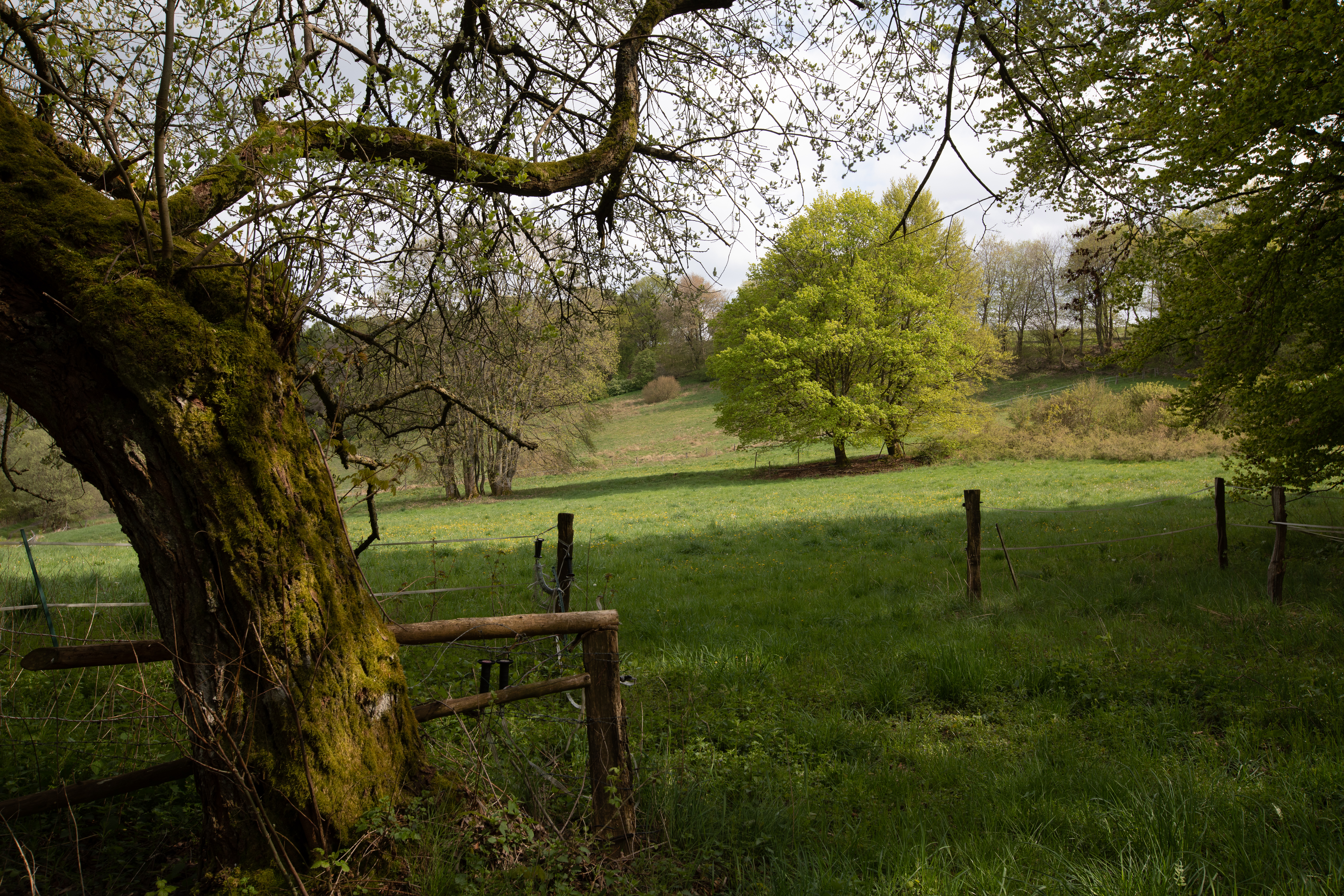
Wiesen im Mittleren Rurtal

Das Naturschutzgebiet Mittleres Rurtal mit den Felsbildungen der Perdsley und Wiselsley liegt im Gebiet der Stadt Monschau.

## Beschreibung

### Tal der Rur zwischen Monschau und Rurtalsperre
Das Rurtal in diesem Naturschutzgebiet lässt sich in zwei unterschiedliche Teile aufgliedern. Von Monschau bis Grünenthal ist das Tal eher schmal. Die Rur nimmt fast die ganze Breite ein. Die Talhänge sind steil mit stellenweise senkrechten Felswänden. Das Wasser ist von hoher Qualität was durch das Vorkommen zahlreicher Insektenlarven, z. B. Köcherfliegen oder Eintagsfliegen angezeigt wird. Hier ist auch ein fast geschlossener Ufergehölzsaum. Unterhalb von Grünenthal ist die Talsohle 100 bis 240 Meter breit und fließt durch Grünland. Südlich von Hammer ist an einem Nordhang ein Steilhang mit einem Schluchtwald bestockten Quellwäldchen. Das Grünland ist hier meist trockengelegt mit Weidelgrasweiden und Bergglatthaferwiesen. An den Entwässerungsgräben sind Wiesenknopf, Schlangenknöterich und Waldstorchschnabel zu finden. Weite östlich gibt es kleine Nassweiden und Feuchtgrünlandbrachen. Eine größere Maedesüßflur mit eingestreuter Quellflur und Seggenbestand südlich Dedenborn zeigt erste Ansätze zur Verbuschung mit Strauchweiden.

### Mittleres Rurtal mit den Felsbildungen der Perdsley und Wiselsley (Teilbereich Rurtalhang südöstlich Monschau)
Das Gebiet umfasst den nördlichen Hangabschnitt zwischen Monschau und der Einmündung des Klucksbachs. Das Tal ist tief eingeschnitten. Die Vegetation besteht zum überwiegenden Teil aus Nadelholzforsten und älteren Rotbuchen- und Eichenwäldern. Kleinflächig gibt es brachgefallene und extensiv genutzte Wiesen. Hier sind Quellenaustritte am Oberhang. Aufgrund der Nordexposition der steilen Hanglagen besitzen die Laubwaldreste stellenweise Schluchtwaldcharakter. Hier ist die Mondviole im Unterwuchs zu finden. Ein Sonderstandort ist eine Felsformation. Der Felsen ist bis zu zehn Metern hoch und entsprechend bewachsen.

### Mittleres Rurtal mit den Felsbildungen der Perdsley und Wiselsley (Teilbereich Menzerheck, Perdsley und Wiselsley)
In diesem Teilbereich ist in der Flur Eichenwald und Felsbildungen mit dem Namen Perds- und Wiselsley. Ein zwei Kilometer langer Abschnitt des linken Rurtal bei Grünenthal ist ausschließlich mit Eichenwald bewachsen. Die Mehrstämmigkeit lässt darauf schließen, dass er aus Niederwald hervorgegangen ist. Die Hänge sind steil und mit Klippen und Felsen durchsetzt. Im Unterlauf eines in die Rur mündenden Seitenbachs sind Erlen, an dessen Oberlauf ein Eschen-Bergahorn-Schluchtwald mit viel Mondviole. Am Ostrand des Gebietes ist ein kleiner Grünlandbereich, der durch Baumreihen aus Hainbuchen und Fichten gegliedert ist.

## Schutzzweck
Geschützt werden sollen die Lebensräume für vieler nach der Roten Liste gefährdeten Pflanzen, Pilze und Tiere in NRW.
Die Ziele sind die Erhaltung und die Entwicklung folgender natürlicher Lebensräume gemäß Anhang I der FFH-Richtlinie:
- Fließgewässer mit Unterwasservegetation
- Feuchte Hochstaudenfluren
- Silikatfelsen mit ihrer Pioniervegetation
- Hainsimsen-Buchenwald
- Sternmieren-Eichen-Hainbuchenwald
- Schlucht- und Hangmischwälder

Das Gebiet hat eine besondere Bedeutung für folgende Pflanzen und Tiere:
- Rotmilan
- Mittelspecht
- Schwarzspecht
- Grauspecht
- Wasseramsel
- Groppe
- Gelbe Narzisse

Diese zu schützenden Biotoptypen sind in diesem Gebiet anzutreffen: Nass- und Feuchtgrünland, naturnahe und unverbaute Bachabschnitte, Magerwiesen, Zwergstrauch-, Ginster-, Wacholderheide, natürliche Felsbildungen, Schlucht-, Block-, Hangschuttwälder, Quellbereiche, Auwälder.